# Adenosina difosfato
L'adenosina difosfato (abbreviata come ADP , adenosindifosfato) è un nucleotide, solitamente derivante dall'adenosina trifosfato (o ATP) per perdita di un gruppo di fosfato con conseguente liberazione di energia. Esso avviene a causa dei legami instabili tra il secondo gruppo fosfato ed il terzo dell'ATP che si possono rompere facilmente nella cellula con l'aiuto di un enzima. L'ADP è prodotto grazie ad una reazione esoergonica e esso viene poi riutilizzato dalla cellula per ricreare l'ATP con una reazione endoergonica. In sintesi quando occorre energia in una reazione endoergonica o anabolica, dall'ATP si stacca per idrolisi il gruppo fosfato terminale. In questo modo, l'ATP si trasforma in ADP